# Pop up-butik
Pop up-butik er en butik, der åbner og efter en kort periode lukker igen. Typisk findes et tomt butikslokale, hvor udlejeren kan se en fordel i at få en midlertidig husleje i stedet for, at lokalet står tomt. For lejeren kan det være en uforpligtende mulighed for, at prøve grundlaget for en butik af; eller det kan være en metode for en virksomhed til, at teste en ny lokation eller et koncept; eller en forretning der sælger sæsonvarer, der er kun er aktuelle i en begrænset periode.
Konceptet er især kendt fra USA, hvor pop up-butikker er en udbredt forretningsmodel i mange storbyer, for eksempel New York, hvor der findes adskillige pop up-butikker. I Danmark blev det især populært efter årtusindeskiftet. Det kan være en fordel for iværksættere, der undgår at bruge en masse penge på etablering en af forretning, før en ny idé er afprøvet, samtidig med at pop up-butikker kan være med til at skabe liv i gadebilledet, i stedet for et tomt butikslokale. Et par eksempler på forsøg med pop up-butikker, der blev permanente, er kasketbutikken Capstore, der udelukkende var webbutik, indtil den testede med en pop up-butik, hvorefter det blev til permanente fysiske butikker i tre centre. Et andet eksempel er Lakrids by Johan Bülow, der begyndte med to pop up-butikker i Københavns Lufthavn, begge butikker blev efterfølgende permanente.
Pop up-butikker er også flere steder blevet en fast bestanddel i et Indkøbscenter. Storcentret Bikini Berlin i Berlin, Tyskland, er et eksempel, hvor hele midtersektionen af centret er reserveret til 15-20 pop up-butikker. I Danmark begynder konceptet også at rykke ind, for eksempel hos Fisketorvet i København, hvor flere hundrede kvadratmeter i efteråret 2018 blev dedikeret til pop up-butikker. Også andre storcentre, blandt andet Rødovre Centrum og Bruuns Galleri i Aarhus, bruger bevidst pop up-butikker til at udfylde ledige lejemål.